# Slim Haïder
Slim Haïder ou Salim Haydar (arabe : سليم حيدر), de son nom complet Slim Néjib Haïder, né en 1911 ou 1912 à Baalbek et mort en 1980 à Beyrouth, est un écrivain, poète, diplomate et homme politique libanais.

## Formation et carrière professionnelle
Né dans la ville de Baalbek, en 1911 ou 1912, il y effectue son éducation primaire, avant de partir pour les villes d'Aley, où il poursuit son parcours scolaire, et de Beyrouth, où il rejoint un collège ottoman pour y terminer ses études secondaires. Il se rend à Paris en 1931, étudie le droit à la Sorbonne et y obtient un doctorat, de même qu'une licence en arts et en droit pénal.
Il retourne au Liban en 1937, et intègre le système judiciaire, jusqu'à devenir procureur général en 1946.

## Carrière diplomatique et politique
Il occupe plusieurs postes diplomatiques pour le compte du Liban à l'étranger :
- De 1948 à 1952, il est ambassadeur en Iran[1].
- En 1958, il est nommé ambassadeur au Maroc[1].
- En 1963, il est nommé ambassadeur en URSS.

Il est par ailleurs élu député à deux reprises, en 1953-1957 puis en 1968-1972 dans le district de Baalbek-Hermel.
En parallèle, il est nommé ministre à deux reprises, à la tête du ministère de l'Éducation et des Affaires sociales en 1952 puis du ministère de l'Agriculture, des Postes et Télégraphes dans le gouvernement de Sami Solh en 1954.

## Production poétique et littéraire
Poète, écrivain et orateur, il publie de nombreux livres durant sa vie. Un certain nombre est également publié après sa mort.

## Mort et hommages
Mort en 1980 à Beyrouth, il est enterré à Baalbek.
Une thèse de doctorat de l'université libanaise à son sujet est publiée à Beyrouth en 1994.
Une rue de La Marsa en Tunisie porte son nom.